# Наратлы (Альметьевский район)
 Наратлы  — деревня в Альметьевском районе Татарстана. Входит в состав Старомихайловского сельского поселения.

## География
Находится в юго-восточной части Татарстана на расстоянии приблизительно 18 км на северо-восток по прямой от районного центра города Альметьевск у речки Холодная.

## История
Основана в 1925 году переселенцами из сел Лешев-Тамак и Старое Каширово современного Сармановского района.

## Население
Постоянных жителей было: в 1926 — 73, в 1938—178, в 1949—138, в 1958—123, в 1970—280, в 1979 — 96, в 1989 — 74, в 2002 — 78 (татары 94 %), 80 в 2010.